# 岱廟

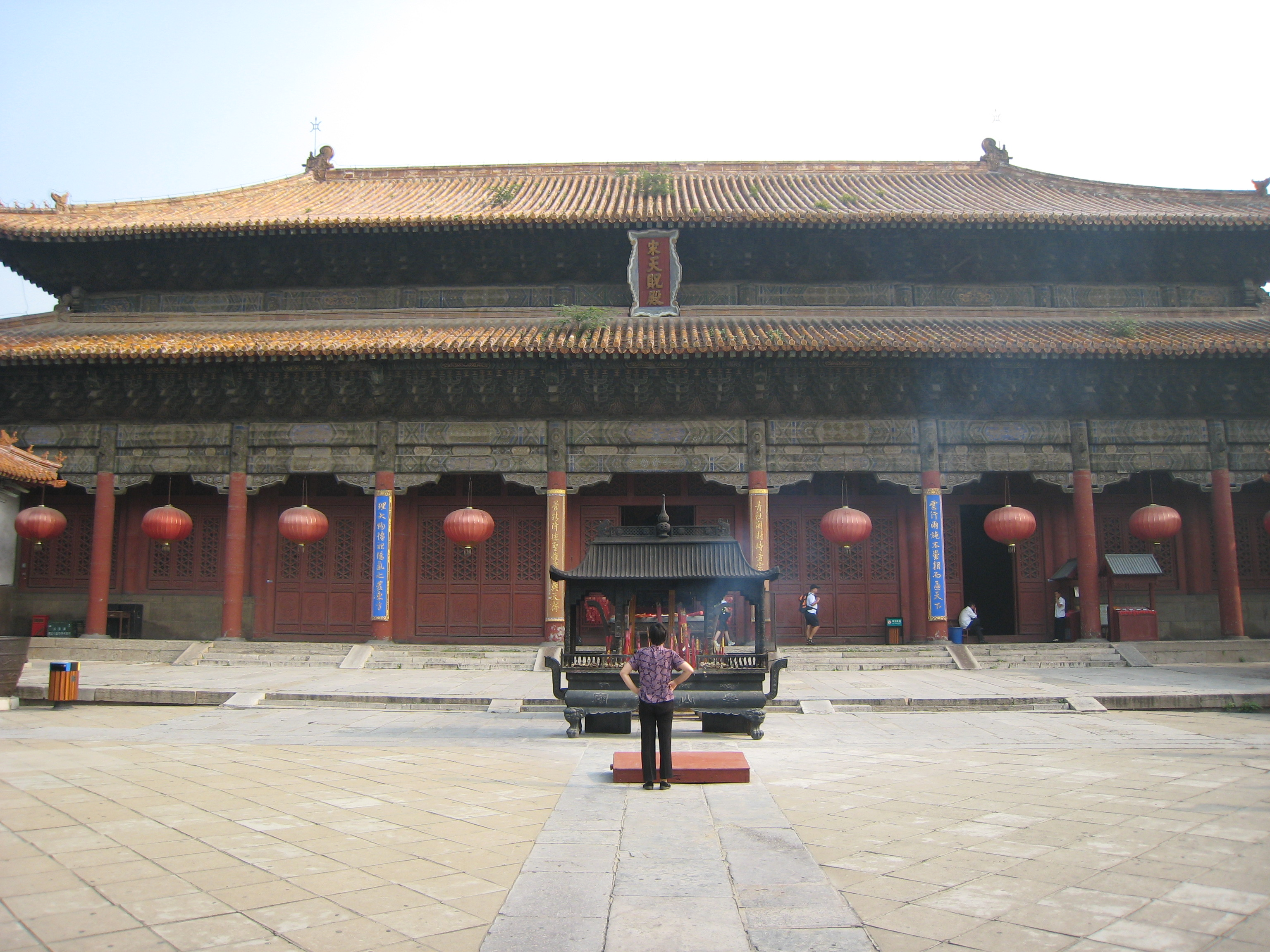
岱廟

岱廟（たいびょう、簡体字中国語: 岱庙）は、山東省泰安市泰山区にある、泰山を祭る廟である。

## 名称
泰山の別名は「岱山」であることから、「岱」の文字を使って「岱廟」と呼ぶ。

## 特徴
歴代の皇帝が、泰山を訪問した折に立ち寄る、行宮としても使われた。岱廟の内部には、北宋時代の壁画が残されている。
岱廟の壮大な有様は孔廟・紫禁城と並ぶ中国三大宮廷建築の一つに数えられる。岱廟は現在は泰安博物館となっており、封禅の時に記念して彫られた多くの碑文が此処にある。有名なところでは、秦の始皇帝が行幸の折に泰山に残した李斯の碑文とされる始皇七刻石の一つ、泰山刻石の模刻が見られる。